# None of the Above (album)
Pour les articles homonymes, voir None of the Above.
Albums de Peter Hammill
Typical
(1999) What, now?
(2001)
None of the Above est le vingt-sixième album de Peter Hammill, sorti en 2000. Succédant à l'album Typical dans l'ordre de ses opus, sa parution est précédée  par celle de The Fall of the House of Usher - Deconstructed & Rebuilt en 1999, réédition de l'œuvre The Fall of the House of Usher dont l'album était sorti en 1990.

## Liste des titres
1. Touch and Go
2. Naming the Rose
3. How Far I Fell
4. Somebody Bad Enough
5. Tango for One
6. Like Veronica
7. In a Bottle
8. Astart